# انتقام‌گرایی

نقاشی‌ای به‌نام نقطه سیاه (La Tache Noire) اثر آلبرت بتانیه متعلق به ۱۸۸۷ میلادی که تصویر یک کودک را حین آموزش دیدن دربارهٔ استان از دست‌رفتهٔ آلزاس-لورن طی اتفاقات پس از جنگ فرانسه و پروس نمایش می‌دهد. این استان با رنگ سیاه روی نقشهٔ فرانسه مشخص شده‌است.

انتقام‌گرایی یا رُوانشیسم (فرانسوی: revanchisme‎ از revanche به‌معنی «انتقام») تجلی سیاسی اراده یک ملت برای جبران خسارت‌های سرزمین‌های ازدست‌رفته‌اش در اثر جنگ یا جنبش‌های اجتماعی است. ریشۀ این عبارت به تاریخ جنگ فرانسه و پروس در دهه ۱۸۷۰ بازمی‌گردد که امپراتوری دوم فرانسه پس از شکست خوردن از پروس (آلمان) به رهبری بیسمارک مجبور شد دو ایالت فرانسوی آلزاس و لورن را به آلمان واگذارَد.
ملی‌گرایان فرانسوی پس از این در پی بازپس‌گرفتن این دو ایالت بودند و این امر از دلایلی بود که منجر به جنگ جهانی اول شد.
روانشیسم قدرت خود را از تفکرات میهن‌پرستانه و تلافی‌جویانه می‌گیرد و اغلب با انگیزه عوامل اقتصادی یا ژئوپلیتیکی است. نظریه‌پردازان روانشیست افراطی اغلب مواضعی جنگ‌طلبانه از خود نشان می‌دهند و براین باور هستند که اهداف مورد نظرشان می‌تواند از طریق نتیجه مثبت یک جنگ دیگر محقق شود. این اصطلاح با بازپیوندخواهی یا الحاق‌گرایی یا ایردنتیسم (irredentism) پیوند خورده‌است با این تصور که بخشی از ملت فرهنگی و قومی نمی‌تواند در خارج از مرزهای دولت-ملت مناسب خود به «رستگاری» برسد.
سیاست‌های روانشیستی اغلب بر شناسایی یک ملت با یک دولت ملی تکیه می‌کنند و احساسات ناسیونالیسم قومی را بسیج می‌کنند تا بر سرزمین‌هایی خارج از جایی که اعضای گروه قومی در حال حاضر در آن زندگی می‌کنند را ادعا کنند. چنین ادعاهایی اغلب بر اساس اشغال باستانی یا حتی خودمختار یک قلمرو از «زمان‌های بسیار قدیم» ارائه می‌شود.